# كارل هانسن (دراج)
كارل هانسن هو دراج نرويجي، ولد في 30 يوليو 1902 في تروندهايم في النرويج، وتوفي بنفس المكان في 27 أغسطس 1965.

## وصلات خارجية
- كارل هانسن على موقع أوليمبيديا (الإنجليزية)